# Discografia di Carrie Underwood
La discografia di Carrie Underwood, una cantante country pop statunitense, consiste in cinque album e diciannove singoli. Carrie ha vinto la quarta stagione dell'American Idol nella primavera del 2005 e ha pubblicato a fine anno il suo album di debutto, Some Hearts, accompagnato da cinque singoli, Jesus, Take the Wheel, Some Hearts, Don't Forget to Remember Me, Before He Cheats e Wasted. L'album è stato definito il Miglior Album Country del decennio (2000/2010).
Due anni dopo, nell'autunno del 2007, esce Carnival Ride, che riesce a guadagnare la prima posizione nella classifica statunitense - mentre Some Hearts aveva raggiunto solo la seconda. Dall'album vengono estratti altri cinque singoli, So Small, All-American Girl, Last Name, Just a Dream e I Told You So in cui duetta con Randy Travis.
Anche il terzo album, Play On, pubblicato nel 2009, è arrivato sino alla vetta della Billboard 200. Dall'album sono stati estratti quattro singoli, tre dei quali hanno raggiunto la prima posizione in classifica, Cowboy Casanova, Temporary Home, Undo It e Mama's Song dedicata alla madre della cantante.
Nel 2012 dopo tre anni dall'uscita dell'album precedente, pubblica il suo quarto album in studio, Blown Away, che raggiunge la vetta delle classifiche negli Stati Uniti e in Canada, e dal quale vengono estratti quattro singoli, Good Girl, Blown Away, Two Black Cadillacs e See You Again.

## Album

### Album in studio
| Anno | Dettagli                                                                             | Classifiche | Classifiche | Classifiche | Classifiche | Classifiche | Classifiche | Certificazioni                                                                   | Vendite      |
| Anno | Dettagli                                                                             | USA Hot 200 | USA Country | CAN Hot 100 | CAN Country | AUS Country | UK Country  | Certificazioni                                                                   | Vendite      |
| ---- | ------------------------------------------------------------------------------------ | ----------- | ----------- | ----------- | ----------- | ----------- | ----------- | -------------------------------------------------------------------------------- | ------------ |
| 2005 | Some Hearts - Pubblicazione: 15 novembre 2005 - Formati: CD, Download digitale       | 2           | 1           | 10          | 2           | 6           | 1           | Stati Uniti: Platino (9) Canada: Platino (3) Australia: Oro                      | 10 000 000 + |
| 2007 | Carnival Ride - Pubblicazione: 23 ottobre 2007 - Formati: CD, Download digitale      | 1           | 1           | 1           | 1           | 9           | 4           | Stati Uniti: Platino (4) Canada: Platino (1)                                     | 5 000 000 +  |
| 2009 | Play On - Pubblicazione: 3 novembre 2009 - Formati: CD, Download digitale            | 1           | 1           | 2           | 1           | 2           | 2           | Stati Uniti: Platino (3) Canada: Platino (1) Australia: Oro                      | 4 000 000 +  |
| 2012 | Blown Away - Pubblicazione: 1º maggio 2012 - Formati: CD, Download digitale          | 1           | 1           | 1           | 1           | 1           | 1           | Stati Uniti: Platino (3) Canada: Platino (1) Regno Unito: Argento Australia: Oro | 4 000 000 +  |
| 2015 | Storyteller - Pubblicazione: 18 novembre 2015 - Formati: CD, Download digitale       | 2           | 1           | 3           | 1           | 1           | 3           | Stati Uniti: Platino (1) Canada: Platino (1) Regno Unito: Argento                | 2 000 000 +  |
| 2018 | Cry Pretty - Pubblicazione: 14 settembre 2018 - Formati: CD, Download digitale       | 1           | 1           | 1           | 1           | 1           | 1           | Stati Uniti: Platino (1) Canada: Platino (1)                                     | 2 000 000 +  |
| 2020 | My Gift - Pubblicazione: 25 settembre 2020 - Formati: CD, Download digitale          | 5           | 1           | 10          | 4           | 9           | 1           | Stati Uniti: Oro                                                                 | 1 000 000 +  |
| 2021 | My Savior - Pubblicazione: 26 marzo 2021 - Formati: CD, Download digitale            | 4           | 1           | 8           | 2           | 5           | 1           |                                                                                  |              |
| 2022 | Denim & Rhinestones - Pubblicazione: 10 giugno 2022 - Formati: CD, Download digitale | 10          | 2           | 9           | 3           | 1           | 1           |                                                                                  |              |

### Album dal vivo
| Anno | Dettagli | Classifiche | Classifiche | Classifiche | Classifiche | Classifiche | Classifiche | Certificazioni   | Vendite     |
| Anno | Dettagli | USA Hot 200 | USA Country | CAN Hot 100 | CAN Country | AUS Country | UK Country  | Certificazioni   | Vendite     |
| ---- | --- | ----------- | ----------- | ----------- | ----------- | ----------- | ----------- | ---------------- | ----------- |
| 2013 | The Blown Away Tour: Live - Pubblicazione: 13 agosto 2013 - Formati: CD, download digitale - Etichetta: Arista Nashville | 1           | 1           | 8           | 1           | 7           | 6           | Stati Uniti: Oro | 1 000 000 + |

### Raccolte
| Anno | Dettagli | Classifiche | Classifiche | Classifiche | Classifiche | Classifiche | Classifiche | Certificazioni           | Vendite     |
| Anno | Dettagli | USA Hot 200 | USA Country | CAN Hot 100 | CAN Country | AUS Country | UK Country  | Certificazioni           | Vendite     |
| ---- | --- | ----------- | ----------- | ----------- | ----------- | ----------- | ----------- | ------------------------ | ----------- |
| 2014 | Greatest Hits: Decade #1 - Pubblicazione: 9 dicembre 2014 - Formati: CD, download digitale - Etichetta: Arista Nashville | 4           | 1           | 10          | 1           | 6           | 9           | Stati Uniti: Platino (1) | 1 000 000 + |

## Singoli
| Anno | Singolo                                | Classifiche | Classifiche | Classifiche | Classifiche | Classifiche | Classifiche | Certificazioni           | Vendite     | Album                    |
| Anno | Singolo                                | USA Hot 100 | USA Country | CAN Hot 100 | CAN Country | AUS Country | UK Country  | Certificazioni           | Vendite     | Album                    |
| ---- | -------------------------------------- | ----------- | ----------- | ----------- | ----------- | ----------- | ----------- | ------------------------ | ----------- | ------------------------ |
| 2005 | Jesus, Take the Wheel                  | 20          | 1           | 28          | 1           | 2           | 2           | Stati Uniti: Platino (3) | 3 000 000 + | Some Hearts              |
| 2006 | Don't Forget to Remember Me            | 49          | 2           | 60          | 4           | 8           | 9           | Stati Uniti: Oro         | 500 000 +   | Some Hearts              |
| 2006 | Before He Cheats                       | 8           | 1           | 4           | 1           | 1           | 1           | Stati Uniti: Platino (7) | 7 000 000 + | Some Hearts              |
| 2007 | Wasted                                 | 37          | 1           | 32          | 1           | 5           | 3           | Stati Uniti: Platino (1) | 1 000 000 + | Some Hearts              |
| 2007 | So Small                               | 17          | 1           | 18          | 3           | 2           | 1           | Stati Uniti: Platino (1) | 1 000 000 + | Carnival Ride            |
| 2008 | All-American Girl                      | 27          | 1           | 35          | 1           | 1           | 1           | Stati Uniti: Platino (2) | 2 000 000 + | Carnival Ride            |
| 2008 | Last Name                              | 19          | 1           | 22          | 3           | 3           | 2           | Stati Uniti: Platino (1) | 1 000 000 + | Carnival Ride            |
| 2008 | Just a Dream                           | 29          | 1           | 50          | 2           | 1           | 1           | Stati Uniti: Platino (2) | 2 000 000 + | Carnival Ride            |
| 2009 | I Told You So (featuring Randy Travis) | 9           | 2           | 18          | 1           | 6           | 4           | Stati Uniti: Platino (1) | 1 000 000 + | Carnival Ride            |
| 2009 | Cowboy Casanova                        | 11          | 1           | 16          | 2           | 1           | 1           | Stati Uniti: Platino (3) | 3 000 000 + | Play On                  |
| 2009 | Temporary Home                         | 41          | 1           | 65          | 2           | 7           | 5           | Stati Uniti: Platino (1) | 1 000 000 + | Play On                  |
| 2010 | Undo It                                | 23          | 1           | 43          | 2           | 2           | 1           | Stati Uniti: Platino (2) | 2 000 000 + | Play On                  |
| 2010 | Mama's Song                            | 56          | 2           | 68          | 9           | 9           | 8           | Stati Uniti: Platino (1) | 1 000 000 + | Play On                  |
| 2012 | Good Girl                              | 18          | 1           | 21          | 1           | 1           | 1           | Stati Uniti: Platino (3) | 3 000 000 + | Blown Away               |
| 2012 | Blown Away                             | 20          | 2           | 27          | 1           | 1           | 1           | Stati Uniti: Platino (4) | 4 000 000 + | Blown Away               |
| 2012 | Two Black Cadillacs                    | 41          | 4           | 52          | 3           | 3           | 2           | Stati Uniti: Platino (2) | 2 000 000 + | Blown Away               |
| 2013 | See You Again                          | 34          | 7           | 45          | 2           | 5           | 6           | Stati Uniti: Platino (1) | 1 000 000 + | Blown Away               |
| 2014 | Something in the Water                 | 24          | 1           | 29          | 3           | 2           | 3           | Stati Uniti: Platino (2) | 2 000 000 + | Greatest Hits: Decade #1 |
| 2015 | Little Toy Guns                        | 47          | 6           | 70          | 7           | 6           | 8           | Stati Uniti: Platino (1) | 1 000 000 + | Greatest Hits: Decade #1 |
| 2015 | Smoke Break                            | 43          | 4           | 53          | 1           | 8           | 4           | Stati Uniti: Platino (1) | 1 000 000 + | Storyteller              |
| 2016 | Heartbeat                              | 42          | 2           | 60          | 1           | 3           | 3           | Stati Uniti: Platino (1) | 1 000 000 + | Storyteller              |
| 2016 | Church Bells                           | 43          | 2           | 64          | 2           | 1           | 1           | Stati Uniti: Platino (2) | 2 000 000 + | Storyteller              |
| 2016 | Dirty Laundry                          | 48          | 3           | 77          | 1           | 6           | 7           | Stati Uniti: Platino (1) | 1 000 000 + | Storyteller              |
| 2018 | Cry Pretty                             | 48          | 5           | 80          | 8           | 7           | 6           | Stati Uniti: Platino (2) | 2 000 000 + | Cry Pretty               |
| 2018 | Love Wins                              | 83          | 9           | 98          | 9           | 10          | 9           | Stati Uniti: Platino (1) | 1 000 000 + | Cry Pretty               |
| 2019 | Southbound                             | 64          | 4           | 96          | 1           | 3           | 2           | Stati Uniti: Platino (2) | 2 000 000 + | Cry Pretty               |
| 2019 | Drinking Alone                         | 74          | 8           | —           | —           | —           | —           | Stati Uniti: Platino (1) | 1 000 000 + | Cry Pretty               |
| 2020 | Hallelujah (featuring John Legend)     | 54          | 3           | 85          | 6           | 8           | 5           | Stati Uniti: Oro         | 500 000 +   | My Gift                  |
| 2020 | Favorite Time Of Year                  | 62          | 5           | —           | —           | —           | —           | Stati Uniti: Oro         | 500 000 +   | My Gift                  |
| 2022 | Ghost Story                            | 61          | 6           | 84          | 9           | 4           | 8           | Stati Uniti: Platino (1) | 1 000 000 + | Denim & Rhinestones      |
| 2022 | Hate My Heart                          | —           | —           | —           | —           | —           | —           |                          |             | Denim & Rhinestones      |

### Singoli promozionali
| 2005                                                                                          | Inside Your Heaven                | 1  | — | 1  | — | — | — | Stati Uniti: Platino (1) | 1 000 000 + | Some Hearts         |
| 2018                                                                                          | The Champion (featuring Ludacris) | 47 | — | 69 | — | — | — | Stati Uniti: Platino (2) | 2 000 000 + | Cry Pretty          |
| 2023                                                                                          | Out of That Truck                 | —  | — | —  | — | — | — |                          |             | Denim & Rhinestones |
| "—" indica che il singolo non è stato pubblicato o non è entrato in classifica in quel Paese. |                                   |    |   |    |   |   |   |                          |             |                     |

### Collaborazioni
| 2011                                                                                          | Remind Me (featuring Brad Paisley)            | 17 | 1 | 33 | 1 | 2 | 1  | Stati Uniti: Platino (2) | 2 000 000 + | This Is Country Music         |
| 2013                                                                                          | Can't Stop Loving You (featuring Aerosmith)   | —  | — | —  | — | — | —  |                          |             | Music From Another Dimension! |
| 2014                                                                                          | How Great Thou Art (featuring Vince Gill)     | —  | — | —  | — | — | —  | Stati Uniti: Oro         | 500 000 +   | How Great Thou Art: Gospel    |
| 2014                                                                                          | Somethin' Bad (featuring Miranda Lambert)     | 19 | 1 | 33 | 6 | 2 | 10 | Stati Uniti: Platino (2) | 2 000 000 + | Platinum                      |
| 2017                                                                                          | The Fighter (featuring Keith Urban)           | 38 | 2 | 67 | 2 | 1 | 3  | Stati Uniti: Platino (2) | 2 000 000 + | Ripcord                       |
| 2020                                                                                          | Tears of Gold (featuring David Bisbal)        | —  | — | —  | — | — | —  |                          |             | En Tus Planes                 |
| 2021                                                                                          | I Wanna Remember (featuring Needtobreathe)    | —  | — | —  | — | — | —  |                          |             | Into the Mystery              |
| 2021                                                                                          | If I Didn't Love You (featuring Jason Aldean) | 15 | 2 | 35 | 1 | 3 | 4  | Stati Uniti: Platino (1) | 1 000 000 + | Macon                         |
| "—" indica che il singolo non è stato pubblicato o non è entrato in classifica in quel Paese. |                                               |    |   |    |   |   |    |                          |             |                               |

## Video musicali
| Anno | Titolo                      | Regista         |
| ---- | --------------------------- | --------------- |
| 2005 | Jesus, Take the Wheel       | Roman White     |
| 2006 | Don't Forget to Remember Me | Roman White     |
| 2006 | Before He Cheats            | Roman White     |
| 2007 | Wasted                      | Roman White     |
| 2007 | So Small                    | Roman White     |
| 2007 | Ever Ever After             | Roman White     |
| 2008 | All-American Girl           | Roman White     |
| 2008 | Last Name                   | Roman White     |
| 2008 | Just a Dream                | Roman White     |
| 2009 | I Told You So               | Jim Yockey      |
| 2009 | Cowboy Casanova             | Theresa Wingert |
| 2010 | Temporary Home              | Deaton Flanigen |
| 2010 | Undo It                     | Chris Hicky     |
| 2010 | Mama's Song                 | Shaun Silva     |